# Kenny Rogers/Diskografie
Diese Diskografie ist eine Übersicht über die musikalischen Werke des US-amerikanischen Sängers Kenny Rogers. Den Quellenangaben zufolge konnte er bisher mehr als 100 Millionen Tonträger verkaufen und gilt damit als einer der erfolgreichsten Einzelinterpreten aller Zeiten. Seine erfolgreichste Veröffentlichung ist das Album Kenny Rogers’ Greatest Hits mit über 13,1 Millionen verkauften Einheiten.

## Alben

### Studioalben
| Jahr | Titel                                  | Höchstplatzierung, Gesamtwochen, AuszeichnungChartplatzierungen (Jahr, Titel, Platzierungen, Wochen, Auszeichnungen, Anmerkungen) | Höchstplatzierung, Gesamtwochen, AuszeichnungChartplatzierungen (Jahr, Titel, Platzierungen, Wochen, Auszeichnungen, Anmerkungen) | Höchstplatzierung, Gesamtwochen, AuszeichnungChartplatzierungen (Jahr, Titel, Platzierungen, Wochen, Auszeichnungen, Anmerkungen) | Höchstplatzierung, Gesamtwochen, AuszeichnungChartplatzierungen (Jahr, Titel, Platzierungen, Wochen, Auszeichnungen, Anmerkungen) | Höchstplatzierung, Gesamtwochen, AuszeichnungChartplatzierungen (Jahr, Titel, Platzierungen, Wochen, Auszeichnungen, Anmerkungen) | Höchstplatzierung, Gesamtwochen, AuszeichnungChartplatzierungen (Jahr, Titel, Platzierungen, Wochen, Auszeichnungen, Anmerkungen) | Anmerkungen |
| Jahr | Titel                                  | DE | AT | CH | UK | US | Country | Anmerkungen |
| ---- | -------------------------------------- | --- | --- | --- | --- | --- | --- | --- |
| 1968 | The First Edition                      | — | — | — | — | US118 (15 Wo.)US | — | Erstveröffentlichung: 1967 als The First Edition, Produzent: Mike Post                                                          |
| 1969 | The First Edition ’69                  | — | — | — | — | US164 (4 Wo.)US | — | Erstveröffentlichung: 1969 als The First Edition                                                                                |
| 1969 | Ruby, Don’t Take Your Love to Town     | — | — | — | — | US48 (18 Wo.)US | — | Erstveröffentlichung: 1969 Produzenten: Glen D. Hardin, Jimmy Bowen, Mike Post mit The First Edition                            |
| 1970 | Something’s Burning                    | — | — | — | — | US26 (24 Wo.)US | — | Erstveröffentlichung: 1969 Produzenten: Jimmy Bowen, Kenny Rogers, Mike Post mit The First Edition                              |
| 1970 | Tell It All, Brother                   | — | — | — | — | US61 (16 Wo.)US | — | Erstveröffentlichung: 1970 Produzenten: Jimmy Bowen, Kenny Rogers mit The First Edition                                         |
| 1971 | Transition                             | — | — | — | — | US155 (3 Wo.)US | — | Erstveröffentlichung: September 1971 Produzenten: Jimmy Bowen, Kenny Rogers mit The First Edition                               |
| 1972 | The Ballad of Calico                   | — | — | — | — | US118 (14 Wo.)US | — | Erstveröffentlichung: März 1972 Produzenten: Kenny Rogers, Terry Williams mit The First Edition                                 |
| 1976 | Love Lifted Me                         | — | — | — | — | — | Country28 (10 Wo.)Country | Erstveröffentlichung: 1976 Produzent: Larry Butler                                                                              |
| 1977 | Kenny Rogers                           | — | — | — | UK17 (7 Wo.)UK | US30 Platin · (25 Wo.)US | Country1 (120 Wo.)Country | Erstveröffentlichung: 1976 Produzent: Larry Butler                                                                              |
| 1977 | Daytime Friends                        | — | AT63 (1 Wo.)AT | — | — | US39 Platin · (21 Wo.)US | Country2 (68 Wo.)Country | Erstveröffentlichung: Juli 1977 Produzent: Larry Butler                                                                         |
| 1978 | Love or Something Like It              | — | — | — | — | US53 Gold · (12 Wo.)US | Country1 (36 Wo.)Country | Erstveröffentlichung: Juli 1978 Produzent: Larry Butler                                                                         |
| 1978 | Every Time Two Fools Collide           | — | — | — | — | US186 Gold · (3 Wo.)US | Country1 (56 Wo.)Country | Erstveröffentlichung: 1978 mit Dottie West, Produzent: Larry Butler                                                             |
| 1979 | The Gambler                            | — | — | — | — | US12 ×5Fünffachplatin · (112 Wo.)US                                                                                               | Country1 (137 Wo.)Country | Erstveröffentlichung: November 1978 Produzent: Larry Butler                                                                     |
| 1979 | Kenny                                  | — | AT17 (4 Wo.)AT | — | UK7 Gold · (10 Wo.)UK | US5 ×3Dreifachplatin · (53 Wo.)US                                                                                                 | Country1 (74 Wo.)Country | Erstveröffentlichung: 1979 Produzent: Larry Butler                                                                              |
| 1979 | Classics                               | — | — | — | — | US82 Platin · (23 Wo.)US | Country3 (47 Wo.)Country | Erstveröffentlichung: 1979 Produzent: Larry Butler mit Dottie West                                                              |
| 1980 | Gideon                                 | — | — | — | — | US12 Platin · (34 Wo.)US | Country1 (45 Wo.)Country | Erstveröffentlichung: 1980 Produzenten: Kenny Rogers, Larry Butler                                                              |
| 1981 | Share Your Love                        | — | — | — | — | US6 Platin · (50 Wo.)US | Country1 (64 Wo.)Country | Erstveröffentlichung: 1981 Produzenten: Lionel Richie, Brenda Harvey Richie                                                     |
| 1982 | Love Will Turn You Around              | — | — | — | — | US34 Platin · (24 Wo.)US | Country5 (38 Wo.)Country | Erstveröffentlichung: 1982 Produzenten: Kenny Rogers, David Malloy, Val Garay, Brent Maher, Randy Goodrum                       |
| 1983 | We’ve Got Tonight                      | — | — | — | — | US18 (… Wo.)US | Country3 (35 Wo.)Country | Erstveröffentlichung: 1983 Produzenten: David Foster, Kenny Rogers, Brent Maher, Randy Goodrum, James Carmichael, Lionel Richie |
| 1983 | Eyes That See in the Dark              | — | AT9 (12 Wo.)AT | CH14 (10 Wo.)CH | UK53 (19 Wo.)UK | US6 ×2Doppelplatin · (38 Wo.)US                                                                                                   | Country1 (43 Wo.)Country | Erstveröffentlichung: 30. August 1983 Produzenten: Barry Gibb, Karl Richardson, Albhy Galuten                                   |
| 1984 | Duets                                  | — | — | — | — | US85 Platin · (11 Wo.)US | Country43 (15 Wo.)Country | Erstveröffentlichung: 1984 Produzenten: David Foster, Kenny Rogers, Larry Butler mit Sheena Easton, Kim Carnes und Dottie West  |
| 1984 | What About Me?                         | — | — | — | UK97 (1 Wo.)UK | US31 Platin · (31 Wo.)US | Country9 (38 Wo.)Country | Erstveröffentlichung: Dezember 1984 Produzenten: David Foster, Kenny Rogers                                                     |
| 1985 | The Heart of the Matter                | — | — | — | — | US51 Gold · (28 Wo.)US | Country1 (33 Wo.)Country | Erstveröffentlichung: Oktober 1985 Produzent: George Martin                                                                     |
| 1986 | They Don’t Make Them Like They Used To | — | — | — | — | US137 (15 Wo.)US | Country16 (26 Wo.)Country | Erstveröffentlichung: Dezember 1986 Produzenten: Jay Graydon, Burt Bacharach, Carole Bayer Sager, David Malloy                  |
| 1987 | I Prefer the Moonlight                 | — | — | — | — | US163 (4 Wo.)US | Country18 (27 Wo.)Country | Erstveröffentlichung: August 1987 Produzenten: Brown Bannister, Richard Landis, Rob Galbraith, Larry Butler                     |
| 1989 | Something Inside so Strong             | — | — | — | — | US141 Gold · (8 Wo.)US | Country10 (62 Wo.)Country | Erstveröffentlichung: Mai 1989 Produzenten: Jim Ed Norman, Steve Dorff                                                          |
| 1990 | Love Is Strange                        | — | — | — | — | — | Country21 (30 Wo.)Country | Erstveröffentlichung: September 1990 Produzent: Jim Ed Norman                                                                   |
| 1991 | Back Home Again                        | — | — | — | — | — | Country42 (20 Wo.)Country | Erstveröffentlichung: Dezember 1991 Produzenten: Jim Ed Norman, Eric Prestidge                                                  |
| 1997 | Across My Heart                        | — | — | — | — | US193 (1 Wo.)US | Country26 (14 Wo.)Country | Erstveröffentlichung: 15. Juli 1997 Produzenten: Jim Mazza, Brent Maher                                                         |
| 1999 | She Rides Wild Horses                  | — | — | — | — | US60 Platin · (56 Wo.)US | Country6 (104 Wo.)Country | Erstveröffentlichung: 11. Mai 1999 Produzenten: Kenny Rogers, Jim Mazza, Brent Maher, Jim McKell                                |
| 2000 | There You Go Again                     | — | — | — | — | US121 (3 Wo.)US | Country17 (36 Wo.)Country | Erstveröffentlichung: 3. Oktober 2000 Produzenten: Kenny Rogers, Brent Maher, Richard Marx, Jim McKell                          |
| 2003 | Back to the Well                       | — | — | — | UK100 (1 Wo.)UK | — | Country52 (3 Wo.)Country | Erstveröffentlichung: 26. Mai 2003 Produzenten: Brent Maher, Joe Chemay, John Guess, Kenny Rogers                               |
| 2006 | Water & Bridges                        | — | — | — | — | US14 (15 Wo.)US | Country5 (43 Wo.)Country | Erstveröffentlichung: 17. März 2006 Produzent: Dann Huff                                                                        |
| 2011 | The Love of God                        | — | — | — | — | US27 (8 Wo.)US | Country7 (15 Wo.)Country | Erstveröffentlichung: 7. März 2011                                                                                              |
| 2012 | Amazing Grace (US) / Faith (EU)        | — | — | — | — | — | Country32 (15 Wo.)Country | Erstveröffentlichung: 9. Oktober 2012 Produzenten: Kyle Lehning, Warren Hartman                                                 |
| 2013 | You Can’t Make Old Friends             | — | — | — | — | US43 (4 Wo.)US | Country9 (12 Wo.)Country | Erstveröffentlichung: 8. Oktober 2013 Produzenten: Dann Huff, Kyle Lehning, Warren Hartman                                      |

grau schraffiert: keine Chartdaten aus diesem Jahr verfügbar
Weitere Studioalben
- 1968: The First Edition’s 2nd (mit The First Edition)
- 1970: Fools (Soundtrack) (mit The First Edition, Shorty Rogers, Mimi Fariña und Katharine Ross)
- 1972: Backroads (mit The First Edition)
- 1973: Monumental (mit The First Edition)
- 1973: Rollin’ (mit The First Edition)
- 1993: If Only My Heart Had a Voice
- 1994: Timepiece
- 1999: After Dark

### Kompilationen
| Jahr | Titel                                       | Höchstplatzierung, Gesamtwochen, AuszeichnungChartplatzierungen (Jahr, Titel, Platzierungen, Wochen, Auszeichnungen, Anmerkungen) | Höchstplatzierung, Gesamtwochen, AuszeichnungChartplatzierungen (Jahr, Titel, Platzierungen, Wochen, Auszeichnungen, Anmerkungen) | Höchstplatzierung, Gesamtwochen, AuszeichnungChartplatzierungen (Jahr, Titel, Platzierungen, Wochen, Auszeichnungen, Anmerkungen) | Höchstplatzierung, Gesamtwochen, AuszeichnungChartplatzierungen (Jahr, Titel, Platzierungen, Wochen, Auszeichnungen, Anmerkungen) | Höchstplatzierung, Gesamtwochen, AuszeichnungChartplatzierungen (Jahr, Titel, Platzierungen, Wochen, Auszeichnungen, Anmerkungen) | Höchstplatzierung, Gesamtwochen, AuszeichnungChartplatzierungen (Jahr, Titel, Platzierungen, Wochen, Auszeichnungen, Anmerkungen) | Anmerkungen                                                                 |
| Jahr | Titel                                       | DE | AT | CH | UK | US | Country | Anmerkungen                                                                 |
| ---- | ------------------------------------------- | --- | --- | --- | --- | --- | --- | --------------------------------------------------------------------------- |
| 1971 | Greatest Hits                               | — | — | — | — | US57 Platin · (16 Wo.)US | — | Erstveröffentlichung: 1971 mit The First Edition                            |
| 1978 | Ten Years of Gold                           | — | — | — | — | US33 ×4Vierfachplatin · (103 Wo.)US                                                                                               | Country1 (169 Wo.)Country | Erstveröffentlichung: Januar 1978                                           |
| 1979 | The Kenny Rogers Singles Album              | — | — | — | UK12 (22 Wo.)UK | US— GoldUS | — | Erstveröffentlichung: September 1978                                        |
| 1980 | The American Superstar: His Greatest Hits   | DE3 (12 Wo.)DE | — | — | — | — | — | Erstveröffentlichung: September 1980                                        |
| 1980 | Kenny Rogers’ Greatest Hits / Lady (UK)     | — | — | — | UK40 (5 Wo.)UK | US1 ×2Diamant + Doppelplatin · (181 Wo.)US                                                                                        | Country1 (185 Wo.)Country | Erstveröffentlichung: 1980                                                  |
| 1983 | Twenty Greatest Hits                        | — | — | — | — | US22 ×4Vierfachplatin · (30 Wo.)US                                                                                                | Country61 (38 Wo.)Country | Erstveröffentlichung: 1983 Charteintritt in den Countrycharts erst 1987     |
| 1985 | Love Is What We Make It                     | — | — | — | — | US145 Gold · (7 Wo.)US | Country17 (10 Wo.)Country | Erstveröffentlichung: April 1985 enthält bisher unveröffentlichte Aufnahmen |
| 1985 | The Kenny Rogers Story                      | — | — | — | UK4 Platin · (29 Wo.)UK | — | — | Erstveröffentlichung: Juli 1985                                             |
| 1989 | Greatest Hits                               | — | — | — | — | US— GoldUS | Country66 (3 Wo.)Country | Erstveröffentlichung: Januar 1989                                           |
| 1991 | The Very Best of Kenny Rogers               | DE60 (9 Wo.)DE | — | — | — | — | — | Erstveröffentlichung: Januar 1991                                           |
| 1993 | Daytime Friends: The Very Best Of           | — | — | CH74 (1 Wo.)CH | UK16 Gold · (5 Wo.)UK | US190 (… Wo.)US | Country25 (1 Wo.)Country | Erstveröffentlichung: September 1993 Charteinstieg in US-Country erst 2020  |
| 1997 | Love Songs                                  | — | — | — | UK27 Gold · (8 Wo.)UK | — | — | Erstveröffentlichung: November 1997                                         |
| 1999 | With Love                                   | — | — | — | — | US119 (6 Wo.)US | — | Erstveröffentlichung: 1. Dezember 1998                                      |
| 1999 | A & E Biography                             | — | — | — | — | — | Country69 (1 Wo.)Country | Erstveröffentlichung: 26. Januar 1999                                       |
| 1999 | All the Hits & All the New Songs            | DE76 (1 Wo.)DE | AT56 (1 Wo.)AT | — | UK6 Silber · (… Wo.)UK | — | — | Erstveröffentlichung: Mai 1999                                              |
| 2001 | Live by Request                             | — | — | — | — | — | Country68 (4 Wo.)Country | Erstveröffentlichung: 23. Oktober 2001                                      |
| 2002 | Songs of Love / Always in Love              | — | — | — | — | — | Country74 (1 Wo.)Country | Erstveröffentlichung: 29. Februar 2000                                      |
| 2002 | Kenny Rogers Love Songs / Always & Forever  | — | — | — | — | — | Country53 (8 Wo.)Country | Erstveröffentlichung: 29. Februar 2000                                      |
| 2002 | Kenny Rogers                                | — | — | — | — | US— PlatinUS | Country61 (13 Wo.)Country | Erstveröffentlichung: April 2002                                            |
| 2004 | 42 Ultimate Hits                            | — | — | — | — | US39 Gold · (7 Wo.)US | Country6 (49 Wo.)Country | Erstveröffentlichung: 1. Juni 2004                                          |
| 2006 | 21 Number Ones                              | — | — | — | — | US24 Gold · (27 Wo.)US | Country6 (95 Wo.)Country | Erstveröffentlichung: 24. Januar 2006                                       |
| 2006 | Golden Legends: Kenny Rogers                | — | — | — | — | US180 (1 Wo.)US | Country57 (6 Wo.)Country | Erstveröffentlichung: 2006                                                  |
| 2008 | A Love Song Collection                      | — | — | — | UK47 (2 Wo.)UK | — | Country53 (5 Wo.)Country | Erstveröffentlichung: 15. Januar 2008                                       |
| 2010 | 10 Great Songs                              | — | — | — | — | — | Country58 (5 Wo.)Country | Erstveröffentlichung: 12. Januar 2010                                       |
| 2011 | Best of Kenny Rogers                        | — | — | — | — | — | Country40 (6 Wo.)Country | Erstveröffentlichung: 28. September 2010                                    |
| 2014 | 10 Great Songs: The Millennium Collection   | — | — | — | — | — | Country43 (10 Wo.)Country | Erstveröffentlichung: 1. April 2014                                         |
| 2018 | The Best of Kenny Rogers: Through the Years | — | — | CH88 (1 Wo.)CH | — | US9 (3 Wo.)US | Country1 (4 Wo.)Country | Erstveröffentlichung: 21. September 2018 Charteinstieg erst 2020            |

grau schraffiert: keine Chartdaten aus diesem Jahr verfügbar
Weitere Kompilationen
- 1973: Star-Collection (mit The First Edition)
- 1980: Ruby Don’t Take Your Love to Town
- 1982: The Most Beautiful Country Songs (mit Lynn Anderson)
- 1983: HBO Presents Kenny Rogers Greatest Hits (HBO-Liveshow, Picture Disc)
- 1984: Country Songs (mit The First Edition)
- 1984: Love Songs (mit The First Edition)
- 1984: Featuring the Songs Of … (mit The First Edition)
- 1984: Greatest Hits
- 1985: Hits and Pieces (mit The First Edition)
- 1985: 60’s Revisited (mit The First Edition)
- 1985: The Hit Singles Collection
- 1985: Sweet Music Man
- 1985: Short Stories
- 1985: The Kenny Rogers Collection (2 LPs)
- 1986: Greatest Hits (mit The First Edition)
- 1986: His Greatest Hits and Finest Performances (Box mit 5 LPs)
- 1987: Kenny Rogers Star-Portrait CD 28716
- 1987: The Very Best Of
- 1987: The Fabulous Kenny Rogers
- 1987: For the Good Times – 20 Great Country Favourites (UK) / 20 Great Hits (US)
- 1988: Greatest Hits
- 1989: Kenny Rogers & Dolly Parton – Vol. 1
- 1989: Kenny Rogers & Dolly Parton – Vol. 2
- 1989: Kenny Rogers
- 1990: The Very Best of Kenny Rogers (UK: Gold)
- 1990: Greatest Country Hits (US: Gold)
- 1990: 20 Great Years
- 1992: The ★ Collection (mit The First Edition)
- 1993: For the Good Times (mit The First Edition)
- 1993: Country Classics (UK: Gold)
- 1994: 20 Golden Greats
- 1995: Me and Bobby McGee (mit The First Edition)
- 1995: His Greatest Hits
- 1996: The Country Collection
- 1996: The Love Collection
- 1997: The Ultimate Collection (mit The First Edition)
- 1997: A Decade of Hits
- 1997: Forever Classic
- 1997: Reflections of Kenny Rogers
- 1998: Through the Years (3 CDs)
- 1998: 20 Great Love Songs
- 1998: Original Gold (Box mit CDs)
- 1999: Ruby Don’t Take Your Love to Town (mit The First Edition)
- 1999: The Great Kenny Rogers & the First Edition (mit The First Edition)
- 1999: The Best of Kenny Rogers (US: Gold)
- 1999: I Believe in Music
- 1999: Classic Love Songs (UK: Gold)
- 2001: Kenny Rogers & Dolly Parton (mit Dolly Parton)
- 2002: The Greatest Hits (mit The First Edition)
- 2004: Anthology (mit The First Edition)
- 2004: King of Country
- 2004: Me and Bobby McGhee (2 CDs)
- 2006: Pure (mit The First Edition; 2 CDs)
- 2008: 50 Years
- 2008: White Collection – She Believes in Me (2 CDs)
- 2009: 10 Great Songs
- 2009: The First 50 Years – The Greatest Duets
- 2009: The First 50 Years – Greatest Hits (3 CDs)
- 2015: Lucille: The Collection (UK: Silber)

### Weihnachtsalben
| Jahr | Titel                     | Höchstplatzierung, Gesamtwochen, AuszeichnungChartplatzierungen (Jahr, Titel, Platzierungen, Wochen, Auszeichnungen, Anmerkungen) | Höchstplatzierung, Gesamtwochen, AuszeichnungChartplatzierungen (Jahr, Titel, Platzierungen, Wochen, Auszeichnungen, Anmerkungen) | Höchstplatzierung, Gesamtwochen, AuszeichnungChartplatzierungen (Jahr, Titel, Platzierungen, Wochen, Auszeichnungen, Anmerkungen) | Höchstplatzierung, Gesamtwochen, AuszeichnungChartplatzierungen (Jahr, Titel, Platzierungen, Wochen, Auszeichnungen, Anmerkungen) | Höchstplatzierung, Gesamtwochen, AuszeichnungChartplatzierungen (Jahr, Titel, Platzierungen, Wochen, Auszeichnungen, Anmerkungen) | Höchstplatzierung, Gesamtwochen, AuszeichnungChartplatzierungen (Jahr, Titel, Platzierungen, Wochen, Auszeichnungen, Anmerkungen) | Anmerkungen                                                                                     |
| Jahr | Titel                     | DE | AT | CH | UK | US | Country | Anmerkungen                                                                                     |
| ---- | ------------------------- | --- | --- | --- | --- | --- | --- | ----------------------------------------------------------------------------------------------- |
| 1982 | Christmas                 | — | — | — | — | US34 ×2Doppelplatin · (9 Wo.)US                                                                                                   | Country10 (11 Wo.)Country | Erstveröffentlichung: 1981 Produzent: Kenny Rogers                                              |
| 1984 | Once Upon a Christmas     | — | — | — | — | US31 ×2Doppelplatin · (38 Wo.)US                                                                                                  | Country12 (42 Wo.)Country | Erstveröffentlichung: 29. Oktober 1984 Produzenten: David Foster, Kenny Rogers mit Dolly Parton |
| 1989 | Christmas in America      | — | — | — | — | US119 Gold · (6 Wo.)US | Country45 (9 Wo.)Country | Erstveröffentlichung: Juni 1989 Produzent: Jim Ed Norman                                        |
| 1996 | The Gift                  | — | — | — | — | US63 Gold · (5 Wo.)US | Country10 (9 Wo.)Country | Erstveröffentlichung: Dezember 1996 Produzenten: Brent Maher, Jim McKell                        |
| 1998 | Christmas from the Heart  | — | — | — | — | US164 (3 Wo.)US | — | Erstveröffentlichung: 6. Oktober 1998 Produzenten: Brent Maher, Warren Hartman                  |
| 2004 | Christmas with Kenny      | — | — | — | — | — | Country74 (1 Wo.)Country | Erstveröffentlichung: 14. September 2004                                                        |
| 2006 | Christmas Collection      | — | — | — | — | — | Country57 (4 Wo.)Country | Erstveröffentlichung: 15. August 2006                                                           |
| 2012 | Christmas Live!           | — | — | — | — | — | Country68 (6 Wo.)Country | Erstveröffentlichung: 25. September 2012                                                        |
| 2015 | Once Again It’s Christmas | — | — | — | — | US197 (1 Wo.)US | Country17 (8 Wo.)Country | Erstveröffentlichung: 25. September 2015                                                        |

grau schraffiert: keine Chartdaten aus diesem Jahr verfügbar
Weitere Weihnachtsalben
- 1981: Christmas Wishes (mit Anne Murray)

## Singles
| Jahr | Titel Album                                                                   | Höchstplatzierung, Gesamtwochen, AuszeichnungChartplatzierungen (Jahr, Titel, Album, Platzierungen, Wochen, Auszeichnungen, Anmerkungen) | Höchstplatzierung, Gesamtwochen, AuszeichnungChartplatzierungen (Jahr, Titel, Album, Platzierungen, Wochen, Auszeichnungen, Anmerkungen) | Höchstplatzierung, Gesamtwochen, AuszeichnungChartplatzierungen (Jahr, Titel, Album, Platzierungen, Wochen, Auszeichnungen, Anmerkungen) | Höchstplatzierung, Gesamtwochen, AuszeichnungChartplatzierungen (Jahr, Titel, Album, Platzierungen, Wochen, Auszeichnungen, Anmerkungen) | Höchstplatzierung, Gesamtwochen, AuszeichnungChartplatzierungen (Jahr, Titel, Album, Platzierungen, Wochen, Auszeichnungen, Anmerkungen) | Höchstplatzierung, Gesamtwochen, AuszeichnungChartplatzierungen (Jahr, Titel, Album, Platzierungen, Wochen, Auszeichnungen, Anmerkungen) | Anmerkungen |
| Jahr | Titel Album                                                                   | DE | AT | CH | UK | US | Country | Anmerkungen |
| ---- | ----------------------------------------------------------------------------- | --- | --- | --- | --- | --- | --- | --- |
| 1968 | Just Dropped In (To See What Condition My Condition Was In) The First Edition | — | — | — | — | US5 (10 Wo.)US | — | Erstveröffentlichung: Januar 1968 Autor: Mickey Newberry mit The First Edition                                                                                      |
| 1969 | But You Know I Love You The First Edition ’69                                 | — | — | — | — | US19 (11 Wo.)US | — | Erstveröffentlichung: Januar 1969 Autor: Mike Settle mit The First Edition                                                                                          |
| 1969 | Ruby, Don’t Take Your Love to Town                                            | — | AT26 (4 Wo.)AT | — | UK2 (23 Wo.)UK | US6 (13 Wo.)US | Country39 (11 Wo.)Country | Erstveröffentlichung: April 1969 Autor: Mel Tillis; Original: Johnny Darrell, 1967 mit The First Edition                                                            |
| 1969 | Reuben James Ruby, Don’t Take Your Love to Town                               | — | — | — | — | US26 (12 Wo.)US | Country46 (8 Wo.)Country | Erstveröffentlichung: September 1969 Autoren: Alex Harvey, Barry Etris mit The First Edition                                                                        |
| 1970 | Something’s Burning                                                           | — | — | — | UK8 (14 Wo.)UK | US11 (16 Wo.)US | — | Erstveröffentlichung: Januar 1970 Autor: Mac Davis mit The First Edition                                                                                            |
| 1970 | Tell It All, Brother                                                          | — | — | — | — | US17 (11 Wo.)US | — | Erstveröffentlichung: Juni 1970 Autor: Alex Harvey mit The First Edition                                                                                            |
| 1970 | Heed the Call Tell It All, Brother                                            | — | — | — | — | US33 (10 Wo.)US | — | Erstveröffentlichung: September 1970 Autor: Kin Vassy mit The First Edition                                                                                         |
| 1971 | Someone Who Cares Fools (Soundtrack)                                          | — | — | — | — | US51 (7 Wo.)US | — | Erstveröffentlichung: März Autor: Alex Harvey mit The First Edition                                                                                                 |
| 1971 | Take My Hand Transition                                                       | — | — | — | — | US91 (2 Wo.)US | — | Erstveröffentlichung: Mai 1971 Autor: Kenny Rogers mit The First Edition                                                                                            |
| 1972 | School Teacher The Ballad of Calico                                           | — | — | — | — | US91 (4 Wo.)US | — | Erstveröffentlichung: Februar 1972 mit The First Edition |
| 1973 | Today I Started Loving You Again Backroads                                    | — | — | — | — | — | Country69 (6 Wo.)Country | Erstveröffentlichung: 1972 Autoren: Merle Haggard, Bonnie Owens Original: Merle Haggard and the Strangers, 1968 mit The First Edition                               |
| 1976 | Love Lifted Me                                                                | — | — | — | — | US97 (3 Wo.)US | Country19 (13 Wo.)Country | Erstveröffentlichung: Januar 1976 Autoren: Autoren: Alex Harvey, Barry Etris                                                                                        |
| 1976 | While the Feeling’s Good Love Lifted Me                                       | — | — | — | — | — | Country46 (12 Wo.)Country | Erstveröffentlichung: Mai 1976 Autoren: Roger Bowling, Freddie Hart Original: Mike Lunsford, 1974                                                                   |
| 1976 | Laura (What’s He Got That I Ain’t Got) Kenny Rogers                           | — | — | — | — | — | Country19 (13 Wo.)Country | Erstveröffentlichung: Oktober 1976 Autoren: Leon Ashley, Margie Singleton Original: Leon Ashley, 1967                                                               |
| 1977 | Lucille Kenny Rogers                                                          | DE10 (27 Wo.)DE | AT8 (24 Wo.)AT | CH3 (13 Wo.)CH | UK1 Silber · (14 Wo.)UK | US5 Gold · (19 Wo.)US | Country1 (20 Wo.)Country | Erstveröffentlichung: Januar 1977 Grammy (Best Male Country Vocal Performance) Autoren: Hal Bynum, Roger Bowling                                                    |
| 1977 | Daytime Friends                                                               | — | — | — | UK39 (4 Wo.)UK | US28 (12 Wo.)US | Country1 (14 Wo.)Country | Erstveröffentlichung: Juli 1977 Autor: Ben Peters |
| 1977 | Sweet Music Man Daytime Friends                                               | — | — | — | — | US44 (8 Wo.)US | — | Erstveröffentlichung: November 1977 Autor: Kenny Rogers; Original: Anne Murray, 1976                                                                                |
| 1978 | Every Time Two Fools Collide                                                  | — | — | — | — | — | Country1 (17 Wo.)Country | Erstveröffentlichung: Januar 1978 Autoren: Janine Dyer, Jeff Tweel mit Dottie West                                                                                  |
| 1978 | Love or Something Like It                                                     | — | — | — | — | US32 (12 Wo.)US | Country1 (14 Wo.)Country | Erstveröffentlichung: Februar 1978 Autoren: Steve Glassmeyer, Kenny Rogers                                                                                          |
| 1978 | Anyone Who Isn’t Me Tonight Every Time Two Fools Collide                      | — | — | — | — | — | Country2 (14 Wo.)Country | Erstveröffentlichung: August 1978 Autoren: Casey Kelly, Julie Didier mit Dottie West                                                                                |
| 1978 | The Gambler                                                                   | — | — | — | UK22 ×2Doppelplatin · (7 Wo.)UK | US16 (22 Wo.)US | Country1 (17 Wo.)Country | Erstveröffentlichung: Oktober 1978 Charteintritt in UK erst im April 1985 Grammy (Best Male Country Vocal Performance) Autor und Original: Don Schlitz, 1978        |
| 1979 | All I Ever Need Is You Classics                                               | — | — | — | — | — | Country1 (15 Wo.)Country | Erstveröffentlichung: Januar 1979 Autoren: Eddie Reeves, Jimmy Holiday mit Dottie West; Original: Ray Charles, 1971                                                 |
| 1979 | She Believes in Me The Gambler                                                | — | — | — | UK42 (7 Wo.)UK | US5 Gold · (16 Wo.)US | Country1 (16 Wo.)Country | Erstveröffentlichung: März 1979 Autor und Original: Autor: Steve Gibb, 1978                                                                                         |
| 1979 | Till I Can Make It on My Own Classics                                         | — | — | — | — | — | Country3 (15 Wo.)Country | Erstveröffentlichung: Juni 1979 Autoren: George Richey, Billy Sherrill, Tammy Wynette mit Dottie West; Original: Kitty Wells, 1974                                  |
| 1979 | You Decorated My Life Kenny                                                   | — | — | — | — | US7 (18 Wo.)US | Country1 (12 Wo.)Country | Erstveröffentlichung: August 1979 Grammy (Best Country Song) Autoren: Bob Morrison, Deborah Kay Hupp                                                                |
| 1979 | Coward of the County Kenny                                                    | DE18 (12 Wo.)DE | AT9 (10 Wo.)AT | CH8 (5 Wo.)CH | UK1 Gold (Physisch) + Gold (Digital) · (12 Wo.)UK                                                                                        | US3 Gold · (19 Wo.)US | Country1 (15 Wo.)Country | Erstveröffentlichung: Oktober 1979 Autoren: Roger Bowling, Billy Edd Wheeler                                                                                        |
| 1980 | Don’t Fall in Love with a Dreamer Gideon                                      | — | — | — | — | US4 (19 Wo.)US | Country3 (14 Wo.)Country | Erstveröffentlichung: März 1980 Autoren: Dave Ellingson, Kim Carnes mit Kim Carnes                                                                                  |
| 1980 | Love the World Away Greatest Hits                                             | — | — | — | — | US14 (12 Wo.)US | Country4 (14 Wo.)Country | Erstveröffentlichung: Juni 1980 vom Soundtrack des Films Urban Cowboy Autoren: Bob Morrison, Johnny Wilson                                                          |
| 1980 | Lady Greatest Hits                                                            | — | — | — | UK12 (12 Wo.)UK | US1 Gold · (25 Wo.)US | Country1 (14 Wo.)Country | Erstveröffentlichung: September 1980 Autor: Lionel Richie |
| 1981 | What Are We Doin’ in Love The Best of Dottie West                             | — | — | — | — | US14 (20 Wo.)US | Country1 (15 Wo.)Country | Erstveröffentlichung: März 1981 Autor: Randy Goodrum mit Dottie West                                                                                                |
| 1981 | I Don’t Need You Share Your Love                                              | — | — | — | — | US3 (18 Wo.)US | Country1 (15 Wo.)Country | Erstveröffentlichung: Mai 1981 Autor: Rick Christian; Original: Harry Nilsson, 1980                                                                                 |
| 1981 | Share Your Love with Me Share Your Love                                       | — | — | — | — | US14 (15 Wo.)US | Country5 (14 Wo.)Country | Erstveröffentlichung: August 1981 Autoren: Alfred Braggs, Deadric Malone Original: Bobby Bland, 1963                                                                |
| 1981 | Blaze of Glory Share Your Love                                                | — | — | — | — | US66 (9 Wo.)US | Country9 (16 Wo.)Country | Erstveröffentlichung: Oktober 1981 Autoren: Danny Morrison, Johnny Slate, Larry Keith                                                                               |
| 1981 | Through the Years Share Your Love                                             | — | — | — | — | US13 (15 Wo.)US | Country5 (16 Wo.)Country | Erstveröffentlichung: November 1981 Autoren: Steve Dorff, Marty Panzer                                                                                              |
| 1982 | Love Will Turn You Around                                                     | — | — | — | — | US13 (17 Wo.)US | Country1 (16 Wo.)Country | Erstveröffentlichung: Juni 1982 Titellied des Films Six Pack Autoren: Even Stevens, Kenny Rogers, David Malloy, Tom Schuyler                                        |
| 1982 | A Love Song Love Will Turn You Around                                         | — | — | — | — | US47 (10 Wo.)US | Country3 (17 Wo.)Country | Erstveröffentlichung: Oktober 1982 Autor und Original: Lee Greenwood, 1982                                                                                          |
| 1983 | We’ve Got Tonight                                                             | DE56 (6 Wo.)DE | AT11 (2 Wo.)AT | — | UK28 Silber · (7 Wo.)UK | US6 (18 Wo.)US | Country1 (17 Wo.)Country | Erstveröffentlichung: Januar 1983 Autor: Bob Seger, Original: Ann Peebles, 1978 mit Sheena Easton                                                                   |
| 1983 | All My Life We’ve Got Tonight                                                 | — | — | — | — | US37 (11 Wo.)US | Country13 (17 Wo.)Country | Erstveröffentlichung: April 1983 Autoren: Dave Robins, Jeff Silbar, Van Stephenson                                                                                  |
| 1983 | Scarlet Fever We’ve Got Tonight                                               | — | — | — | — | US94 (2 Wo.)US | Country5 (18 Wo.)Country | Erstveröffentlichung: Juli 1983 Autor: Mike Dekle |
| 1983 | Islands in the Stream Eyes That See in the Dark                               | DE25 (14 Wo.)DE | AT1 (18 Wo.)AT | CH2 (13 Wo.)CH | UK7 ×3Silber + Dreifachplatin · (20 Wo.)UK                                                                                               | US1 ×3Dreifachplatin · (25 Wo.)US | Country1 (24 Wo.)Country | Erstveröffentlichung: 13. August 1983 Autoren: Bee Gees mit Dolly Parton                                                                                            |
| 1983 | Eyes That See in the Dark                                                     | — | — | — | UK61 (6 Wo.)UK | US79 (5 Wo.)US | Country30 (13 Wo.)Country | Erstveröffentlichung: September 1983 Autoren: Barry Gibb, Maurice Gibb                                                                                              |
| 1983 | You Were a Good Friend Gideon                                                 | — | — | — | — | — | Country20 (17 Wo.)Country | Erstveröffentlichung: Oktober 1983 Autoren: Dave Ellingson, Kim Carnes                                                                                              |
| 1984 | This Woman Eyes That See in the Dark                                          | — | — | — | — | US23 (13 Wo.)US | — | Erstveröffentlichung: Januar 1984 Autoren: Albhy Galuten, Barry Gibb                                                                                                |
| 1984 | Buried Treasure Eyes That See in the Dark                                     | — | — | — | — | — | Country3 (17 Wo.)Country | Erstveröffentlichung: Januar 1984 B-Seite von This Woman Autoren: Bee Gees                                                                                          |
| 1984 | Evening Star / Midsummer Nights Eyes That See in the Dark                     | — | — | — | — | — | Country11 (14 Wo.)Country | Erstveröffentlichung: Juni 1984 Autoren: Barry Gibb, Maurice Gibb, Albhy Galuten, Barry Gibb                                                                        |
| 1984 | What About Me?                                                                | — | — | — | UK92 (3 Wo.)UK | US15 (19 Wo.)US | Country70 (10 Wo.)Country | Erstveröffentlichung: August 1984 Autoren: Kenny Rogers, Richard Marx, David Foster mit Kim Carnes und James Ingram                                                 |
| 1984 | Christmas Without You Once Upon a Christmas                                   | — | — | — | UK88 (3 Wo.)UK | — | — | Erstveröffentlichung: November 1984 Autoren: Dolly Parton, Steve Goldstein mit Dolly Parton                                                                         |
| 1984 | The Greatest Gift of All Once Upon a Christmas                                | — | — | — | — | US81 (4 Wo.)US | Country53 (7 Wo.)Country | Erstveröffentlichung: Dezember 1984 Autor: John Jarvis mit Dolly Parton                                                                                             |
| 1985 | Crazy What About Me?                                                          | — | — | — | — | US79 (8 Wo.)US | Country1 (21 Wo.)Country | Erstveröffentlichung: Januar 1985 Autoren: Kenny Rogers, Richard Marx                                                                                               |
| 1985 | Love Is What We Make It                                                       | — | — | — | — | — | Country37 (12 Wo.)Country | Erstveröffentlichung: März 1985 Autoren: Keith Stegall, Roger Murrah                                                                                                |
| 1985 | Real Love                                                                     | — | — | — | — | — | Country1 (20 Wo.)Country | Erstveröffentlichung: Mai 1985 Autoren: David Malloy, Randy McCormick, Spady Brannan Dolly Parton mit Kenny Rogers                                                  |
| 1985 | Twentieth Century Fool Love Is What We Make It                                | — | — | — | — | — | Country57 (8 Wo.)Country | Erstveröffentlichung: Juni 1985 Autoren: Brian Neary, Jim Photoglo                                                                                                  |
| 1985 | Morning Desire The Heart of the Matter                                        | — | — | — | — | US72 (9 Wo.)US | Country1 (22 Wo.)Country | Erstveröffentlichung: September 1985 Autor: Dave Loggins |
| 1986 | Goodbye Marie Kenny                                                           | — | — | — | — | — | Country47 (9 Wo.)Country | Erstveröffentlichung: Dezember 1985 Autoren: Dennis Linde, Mel McDaniel                                                                                             |
| 1986 | Tomb of the Unknown Love The Heart of the Matter                              | — | — | — | — | — | Country1 (20 Wo.)Country | Erstveröffentlichung: Januar 1986 Autor: Michael Smotherman |
| 1986 | The Pride Is Back –                                                           | — | — | — | — | — | Country46 (12 Wo.)Country | Erstveröffentlichung: Juni 1986 Autoren: Alan Monde, Larry Gottlieb, Marc Blatte mit Nickie Ryder                                                                   |
| 1986 | They Don’t Make Them Like They Used To                                        | — | — | — | — | — | Country53 (12 Wo.)Country | Erstveröffentlichung: September 1986 Autoren: Burt Bacharach, Carole Bayer Sager                                                                                    |
| 1986 | Twenty Years Ago They Don’t Make Them Like They Used To                       | — | — | — | — | — | Country2 (21 Wo.)Country | Erstveröffentlichung: November 1986 Autoren: Dan Tyler, Michael Noble, Michael Spriggs, Wood Newton Original: Juice Newton, 1983                                    |
| 1987 | Make No Mistake, She’s Mine I Prefer the Moonlight                            | — | — | — | — | — | Country1 (71 Wo.)Country | Erstveröffentlichung: Mai 1987 Grammy (Best Country Collaboration with Vocals) mit Ronnie Milsap; Autor: Kim Carnes Original: Barbra Streisand und Kim Carnes, 1984 |
| 1987 | I Prefer the Moonlight                                                        | — | — | — | — | — | Country2 (19 Wo.)Country | Erstveröffentlichung: September 1987 Autoren: Gary Chapman, Mark Wright                                                                                             |
| 1988 | The Factory I Prefer the Moonlight                                            | — | — | — | — | — | Country6 (16 Wo.)Country | Erstveröffentlichung: Februar 1988 Autor: Bud McGuire |
| 1988 | When You Put Your Heart in It Something Inside so Strong                      | — | — | — | — | — | Country26 (15 Wo.)Country | Erstveröffentlichung: Juli 1988 Autoren: Austin Roberts, James Patrick Dunne                                                                                        |
| 1989 | Planet Texas Something Inside so Strong                                       | — | — | — | — | — | Country30 (12 Wo.)Country | Erstveröffentlichung: November 1988 Autor: John Andrew Parks III |
| 1989 | The Vows Go Unbroken (Always True to You) Something Inside so Strong          | — | — | — | — | — | Country8 (26 Wo.)Country | Erstveröffentlichung: Juli 1989 Autoren: Eric Kaz, Gary Burr |
| 1989 | If I Ever Fall in Love Again Something Inside so Strong                       | — | — | — | — | — | Country28 (15 Wo.)Country | Erstveröffentlichung: September 1989 Autoren: Steve Dorff, Gloria Sklerov mit Anne Murray; Original: Julie Budd, 1971                                               |
| 1990 | Maybe Something Inside so Strong                                              | — | — | — | — | — | Country25 (13 Wo.)Country | Erstveröffentlichung: Januar 1990 Autoren: Bill Rice, Sharon Rice mit Holly Dunn                                                                                    |
| 1990 | Love Is Strange                                                               | — | — | — | — | — | Country21 (20 Wo.)Country | Erstveröffentlichung: August 1990 Autoren: Ellas McDaniel, Mickey Baker, Sylvia Robinson mit Dolly Parton; Original: Mickey & Sylvia, 1956                          |
| 1991 | What I Did for Love Love Is Strange                                           | DE58 (12 Wo.)DE | — | — | — | — | — | Erstveröffentlichung: Januar 1991 Autoren: Brent Maher, Tom Schuyler                                                                                                |
| 1991 | Lay My Body Down Love Is Strange                                              | — | — | — | — | — | Country69 0 (4 Wo.)Country | Erstveröffentlichung: Januar 1991 |
| 1991 | If You Want to Find Love Back Home Again                                      | — | — | — | — | — | Country11 (20 Wo.)Country | Erstveröffentlichung: November 1991 Autoren: Kenny Rogers, Max D. Barnes, Skip Ewing                                                                                |
| 1996 | Mary, Did You Know? The Gift                                                  | — | — | — | — | US— GoldUS | Country55 (2 Wo.)Country | Erstveröffentlichung: Dezember 1996 Autoren: Buddy Greene, Mark Lowry mit Wynonna Judd; Original: Michael English, 1992                                             |
| 1999 | The Greatest She Rides Wild Horses                                            | — | — | — | — | — | Country26 (20 Wo.)Country | Erstveröffentlichung: April 1999 Autor: Don Schlitz |
| 1999 | Slow Dance More She Rides Wild Horses                                         | — | — | — | — | — | Country67 (5 Wo.)Country | Erstveröffentlichung: August 1999 Autoren: Pat Bunch, Doug Johnson                                                                                                  |
| 1999 | Buy Me a Rose She Rides Wild Horses                                           | — | — | — | — | US40 (20 Wo.)US | Country1 (37 Wo.)Country | Erstveröffentlichung: Oktober 1999 Autoren: Erik Hickenlooper, Jim Funk mit Alison Krauss und Billy Dean                                                            |
| 2000 | He Will, She Knows There You Go Again                                         | — | — | — | — | — | Country32 (20 Wo.)Country | Erstveröffentlichung: Juni 2000 |
| 2001 | There You Go Again                                                            | — | — | — | — | — | Country26 (23 Wo.)Country | Erstveröffentlichung: Januar 2001 |
| 2001 | Beautiful (All That You Could Be) There You Go Again                          | — | — | — | — | — | Country47 (9 Wo.)Country | Erstveröffentlichung: August 2001 |
| 2001 | Homeland There You Go Again                                                   | — | — | — | — | — | Country39 (17 Wo.)Country | Erstveröffentlichung: Oktober 2001 |
| 2002 | Harder Cards Back to the Well                                                 | — | — | — | — | — | Country47 (13 Wo.)Country | Erstveröffentlichung: März 2002 Autoren: Craig Wiseman, Martin Henderson                                                                                            |
| 2003 | I’m Missing You Back to the Well                                              | — | — | — | — | — | Country49 (6 Wo.)Country | Erstveröffentlichung: Mai 2003 Autoren: Billy Kirsch, Steve Wariner                                                                                                 |
| 2003 | Handprints on the Wall Back to the Well                                       | — | — | — | — | — | Country40 (17 Wo.)Country | Erstveröffentlichung: Oktober 2003 Autoren: Claude Parish, Nelson Blanchard, Scott Innes                                                                            |
| 2004 | My World Is Over 42 Ultimate Hits                                             | — | — | — | — | — | Country60 (1 Wo.)Country | Erstveröffentlichung: Juli 2004 feat. Whitney Duncan |
| 2005 | I Can’t Unlove You Water & Bridges                                            | — | — | — | — | US93 (5 Wo.)US | Country17 (31 Wo.)Country | Erstveröffentlichung: November 2005 Autoren: Wade Kirby, Will Robinson                                                                                              |
| 2006 | The Last Ten Years (Superman) Water & Bridges                                 | — | — | — | — | — | Country56 (5 Wo.)Country | Erstveröffentlichung: Oktober 2006 Autoren: D. Vincent Williams, Tommy Conners                                                                                      |
| 2007 | Calling Me Water & Bridges                                                    | — | — | — | — | — | Country53 (8 Wo.)Country | Erstveröffentlichung: Februar 2007 Autoren: Annie Roboff, Wiseman feat. Don Henley                                                                                  |

grau schraffiert: keine Chartdaten aus diesem Jahr verfügbar
Weitere Singles
- 1958: That Crazy Feeling (als Kenneth Rogers)
- 1958: For You Alone (als Kenny Rogers the First)
- 1958: So Unimportant (als Lee Harrison; VÖ: Juli)
- 1966: Take Life in Stride / Here’s That Rainy Day
- 1971: What Am I Gonna Do (mit The First Edition)
- 1972: Lady, Play Your Symphony (mit The First Edition)
- 1973: (Do You Remember) The First Time (mit The First Edition)
- 1973: Lena Lookie (mit The First Edition)
- 1978: Today I Started Loving You Again
- 1978: Sail Away
- 1979: Together Again (mit Dottie West)
- 1981: So in Love with You
- 1981: Kentucky Homemade Christmas
- 1982: The Long Arm of the Law
- 1983: If I Ever Fall in Love Again (mit Anne Murray)
- 1984: The Christmas Song
- 1987: I Believe in Santa Claus (mit Dolly Parton)
- 1988: I Don’t Call Him Daddy
- 1989: (Something Inside) So Strong
- 1989: Christmas in America
- 1990: Walk Away
- 1991: Ruby, Don’t Take Your Love to Town ’91
- 1992: Someone Must Feel Like a Fool Tonight
- 1992: Bed of Roses
- 1993: You Decorated My Life
- 1997: Write Your Name (Across My Heart)
- 1999: Ain’t No Sunshine
- 1999: Let It Be Me
- 2000: Unchained Melody / Lady / Crazy / Endless Love
- 2003: The Hustler (Coolio feat. Kenny Rogers)
- 2012: I’ll Fly Away
- 2013: She Believes in Me (mit Engelbert Humperdinck)

## Videoalben
- 1985: Kenny & Dolly: Real Love
- 1991: Kenny Rogers & 1st Edition, Vol. 1
- 1995: Christmas Show
- 1996: Rollin’, Vol. 1
- 1996: Rollin’, Vol. 2
- 1999: Great Video Hits (US: Gold)
- 2001: A&E Live by Request
- 2004: Kenny Rogers Christmas Special: Keep Christmas with You
- 2005: Live by Request
- 2006: Legend of the Gambler
- 2006: The Journey: Kenny Rogers in Concert
- 2007: Coward of the County
- 2007: The Gambler: The Legends Continues
- 2007: The Gambler 30th Anniversary Edition
- 2008: Kenny Rogers Christmas Special
- 2015: We’ve Got Tonight

## Statistik

### Chartauswertung
|                     | DE    | AT    | CH    | UK     | US     | Country          |
| ------------------- | ----- | ----- | ----- | ------ | ------ | ---------------- |
| Nummer-eins-Alben   | DE—DE | AT—AT | CH—CH | UK—UK  | US1US  | Country12Country |
| Top-10-Alben        | DE1DE | AT1AT | CH—CH | UK3UK  | US5US  | Country26Country |
| Alben in den Charts | DE3DE | AT4AT | CH3CH | UK12UK | US47US | Country55Country |

|                       | DE    | AT    | CH    | UK     | US     | Country          |
| --------------------- | ----- | ----- | ----- | ------ | ------ | ---------------- |
| Nummer-eins-Singles   | DE—DE | AT1AT | CH—CH | UK2UK  | US2US  | Country20Country |
| Top-10-Singles        | DE1DE | AT3AT | CH3CH | UK5UK  | US11US | Country34Country |
| Singles in den Charts | DE5DE | AT5AT | CH3CH | UK13UK | US41US | Country71Country |

### Auszeichnungen für Musikverkäufe
| Land/RegionAuszeichnungen für Musikverkäufe (Land/Region, Auszeichnungen, Verkäufe, Quellen) | Silber     | Gold       | Platin         | Diamant     | Verkäufe   | Quellen                           |
| -------------------------------------------------------------------------------------------- | ---------- | ---------- | -------------- | ----------- | ---------- | --------------------------------- |
| Australien (ARIA)                                                                            | —          | Gold1      | 6× Platin6     | —           | 395.000    | aria.com.au                       |
| Dänemark (IFPI)                                                                              | —          | 2× Gold2   | Platin1        | —           | 160.000    | ifpi.dk                           |
| Finnland (IFPI)                                                                              | —          | Gold1      | —              | —           | 20.000     | ifpi.fi                           |
| Hongkong (IFPI/HKRIA)                                                                        | —          | Gold1      | —              | —           | 10.000     | ifpihk.org                        |
| Japan (RIAJ)                                                                                 | —          | Gold1      | —              | —           | 350.000    | Einzelnachweise                   |
| Kanada (MC)                                                                                  | —          | 8× Gold8   | 34× Platin34   | Diamant1    | 4.740.000  | musiccanada.com                   |
| Neuseeland (RMNZ)                                                                            | —          | 2× Gold2   | 18× Platin18   | —           | 475.000    | aotearoamusiccharts.co.nz NZ2 NZ3 |
| Norwegen (IFPI)                                                                              | —          | —          | Platin1        | —           | 50.000     | ifpi.no                           |
| Philippinen (PARI)                                                                           | —          | Gold1      | —              | —           | 10.000     | Einzelnachweise                   |
| Polen (ZPAV)                                                                                 | —          | Gold1      | —              | —           | 30.000     | Einzelnachweise                   |
| Schweden (IFPI)                                                                              | —          | Gold1      | Platin1        | —           | 120.000    | sverigetopplistan.se              |
| Spanien (Promusicae)                                                                         | —          | 3× Gold3   | —              | —           | 150.000    | mediafire.com ES2                 |
| Vereinigte Staaten (RIAA)                                                                    | —          | 18× Gold18 | 39× Platin39   | Diamant1    | 56.050.000 | riaa.com                          |
| Vereinigtes Königreich (BPI)                                                                 | 5× Silber5 | 9× Gold9   | 6× Platin6     | —           | 5.520.000  | bpi.co.uk                         |
| Insgesamt                                                                                    | 5× Silber5 | 49× Gold49 | 106× Platin106 | 2× Diamant2 |            |                                   |